# Genocídio dos hererós e namaquas
O genocídio dos hererós e namaquas ocorreu no Sudoeste Africano Alemão, onde hoje se localiza a Namíbia, entre 1904 e 1907, durante a partilha de África. É considerado o primeiro genocídio do século XX.
Em 12 de janeiro de 1904, os hererós, sob a liderança de Samuel Maharero, organizaram uma revolta contra o domínio colonial alemão. Em agosto, o general alemão Lothar von Trotha derrotou os hererós na batalha de Waterberg e dirigiu-os para o deserto de Omaheke, onde a maioria deles morreu de sede. Em outubro, os namaquas também pegaram em armas contra os alemães e foram tratados de forma semelhante. No total, entre 24.000 e 65.000 hererós (todos os valores são estimados como sendo 50% a 70% da população Hereró total) e 10.000 namaquas (50% da população total namaqua) morreram.
Duas características do genocídio foram a morte por inanição e o envenenamento de poços utilizado contra os hererós e populações namaquas que foram presos no deserto da Namíbia.
Em 1985, as Nações Unidas reconheceram a tentativa da Alemanha de exterminar os povos hererós e namaquas do Sudoeste da África como uma das primeiras tentativas de genocídio no século XX. O governo alemão pediu desculpas pelos eventos em 2004.

## Antecedentes
Os hererós eram originalmente uma tribo de pastores de gado que viviam em uma região da África do Sudoeste Alemã, a Namíbia moderna. A área ocupada pelos Hererós era conhecida como Damaraland.
Durante a partilha da África, os britânicos deixaram claro que eles não estavam interessados no território, assim, em agosto de 1884, a região foi declarada um protetorado alemão.

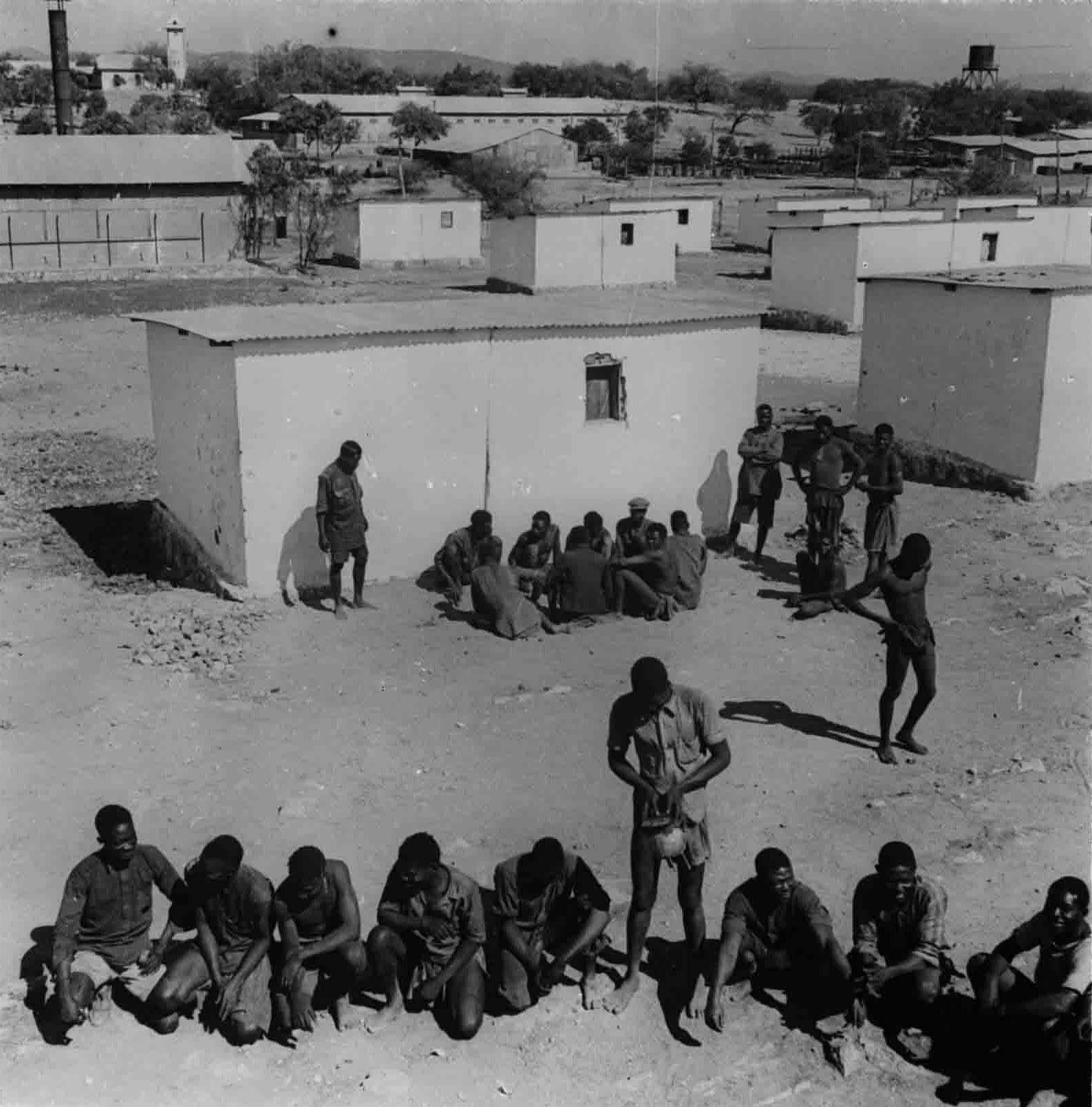
Escravos namibianos em uma mina.

Desde o início, houve resistência por parte dos Khoikhoi à ocupação alemã, apesar de uma paz tênue ter sido declarada em 1894.  Nesse ano, Theodor Leutwein tornou-se governador do território e passou por um período de rápido desenvolvimento, enquanto a Alemanha enviou a Schutztruppe, ou as tropas coloniais imperiais, para pacificar a região.
Os Colonos europeus foram encorajados a se estabelecer em terras tomadas dos nativos, o que causou um grande descontentamento. Durante a década seguinte a terra e o gado que foram essenciais para os estilos de vida Hererós e Namaquas passaram para as mãos dos alemães chegando, no Sudoeste de África., o domínio colonial alemão estava longe de ser igualitário; nativos foram usados como trabalhadores escravos e suas terras frequentemente eram apreendidas e entregues a colonos.
Embora os diamantes sejam frequentemente citados como um dos principais interesses alemães na área e uma das principais razões para cometer o genocídio, os relatos de sua descoberta só surgiram em 1908. Apesar dos colonos alemães explorarem as terras dos Hererós e Namaquas na medida em que a documentação atual pode dizer, os diamantes não desempenharam um papel na decisão da Alemanha de aniquilar os nativos desta terra.

## Revoltas
Em 1903, algumas das tribos Namaquas se revoltaram, sob a liderança de Hendrik Witbooi, e cerca de 60 colonos alemães foram mortos. Uma série de fatores levou os Hererós a se juntarem a eles em janeiro de 1904.
Não surpreendentemente, uma das questões principais foi direito à terra. Os Hererós já tinham cedido mais de um quarto dos seus treze milhões de hectares para os colonos alemães em 1903, e isso foi antes da conclusão da linha férrea Otavi a partir da costa Africana para assentamentos alemães no interior. A conclusão desta linha tinha tornado as colónias alemãs muito mais acessíveis, e inaugurou uma nova onda de colonização europeia na área. A discussão sobre a possibilidade de criar reservas nativas e colocar os Hererós lá foi mais uma prova do "bom senso" dos colonos alemães sobre a propriedade das terras.
A nova política de cobrança de dívidas, aplicada em novembro de 1903, desempenhou também um papel no levante Hereró. Durante muitos anos a população Hereró teve o hábito de pedir empréstimos de dinheiro de comerciantes brancos. Durante muito tempo, grande parte desta dívida foi cobrada, enquanto a maioria dos hererós vivia modestamente e não tinha meios para pagar. Para corrigir este problema crescente, o governador Leutwein decretou com boas intenções, que todas as dívidas não pagas seriam anuladas no ano seguinte. Na falta de dinheiro vivo, os comerciantes, muitas vezes apreendiam gado, ou quaisquer objetos de valor que eles pudessem tomar, a fim de amortizar os seus empréstimos. Isso fomentou um ressentimento em relação aos alemães por parte do povo Hereró, que evoluiu para desespero quando eles viram que os funcionários alemães eram cúmplices deste esquema.
Subjacente a estas razões foi a tensão racial entre os dois grupos, os colonos alemães viram os africanos nativos como uma fonte humilde mão de obra barata e outros parabenizaram o extermínio, Na ilustração da diferença entre os direitos de um Europeu e um Africano, a liga colonial alemã considerou que no que diz respeito a questões legais, o depoimento de sete africanos era equivalente à de um homem branco.
Assim, os Hererós sentiram que suas ações eram justificadas quando eles se revoltaram, no início de 1904. Liderados pelo Chefe Samuel Maharero, mataram cerca de 120 alemães, incluindo mulheres e crianças, e destruíram suas fazendas. Os rebeldes cercaram Okahandja e cortaram suas ligações até Windhoek, a capital colonial.
O momento de seu ataque era ideal. Após o sucesso na ação de pedir a uma grande tribo Hereró para entregar suas armas, o governador Leutwein estava convencido de que eles e o resto da população nativa haviam desistido de sua vontade de lutar e retirou metade das tropas alemãs na colônia.
Leutwein foi forçado a pedir reforços e um funcionário experiente da capital alemã, Berlim. O Tenente-General Lothar von Trotha foi nomeado Comandante em Chefe da África do Sudoeste Alemã em 3 de maio, chegando com sua força de 14.000 soldados em 11 de junho.
O civil Leutwein era subordinado ao Ministério dos Negócios Estrangeiros Coloniais prussiano, que relatou ao chanceler Bernhard von Bülow. Trotha, por outro lado, relatou aos militares do Estado-Maior alemão, que só era subordinado ao Kaiser Guilherme II. Leutwein queria derrotar os rebeldes Hererós mais determinados e negociar uma rendição com o restante deles para alcançar uma solução política. Trotha, no entanto, queria esmagar a resistência nativa. 
|  |  |  |

## O genocídio
As tropas comandadas por Trotha derrotaram entre 3.000 a 5.000 combaentes hererós na Batalha de Waterberg em 11 e 12 de agosto, mas foram incapazes de cercar e eliminar a ameaça militar. Os sobreviventes retiraram-se com suas famílias para a Bechuanalândia (a atual Botswana), depois que os britânicos ofereceram o asilo aos hererós sob a condição de não continuar a revolta em solo britânico.
Cerca de 24.000 hererós conseguiram fugir para o deserto de Kalahari, na esperança de alcançar o protetorado britânico. Patrulhas alemãs, mais tarde, encontraram esqueletos em torno dos buracos (25-50 metros de profundidade), que foram escavados em uma vã tentativa de encontrar água. Maherero e 1.000 homens cruzaram o Kalahari até a Bechuanalândia.
Em 2 de outubro, Trotha lançou um aviso aos hererós:

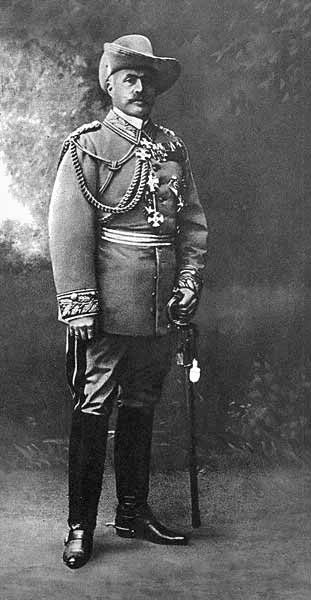
Lothar von Trotha

Eu, o grande general das tropas alemãs, envio esta carta ao povo Hereró … Todos os hererós devem deixar esta terra …Qualquer Hereró encontrado dentro das fronteiras alemãs, com ou sem uma arma, com ou sem gado, será morto. Vou deixar de receber todas as mulheres ou crianças, vou expulsá-los de volta para seu povo ou terão eles mortos.  Esta é a minha decisão para o povo Hereró.
Incapaz de alcançar uma vitória conclusiva através da batalha, Trotha ordenou que os homens Hererós capturados fossem executados, enquanto as mulheres e as crianças seriam empurrados para o deserto. Leutwein queixou-se para Bülow sobre as ações de Trotha, vendo as ordens do general arruinarem qualquer chance de um assentamento, ao invadir a jurisdição civil colonial. Tendo nenhuma autoridade sobre os militares, o chanceler só podia advertir o Kaiser que as ações de Trotha eram
"contrárias ao princípio cristão e humanitário, economicamente devastadoras e prejudiciais à reputação internacional da Alemanha".
O Império Alemão defendeu suas ações no cenário mundial, dizendo que os Hererós não poderiam ser protegidos pela Convenção de Genebra sobre  direitos humanos porque os Hererós não eram humanos de verdade, mas "subumanos".
Depois de uma batalha política em Berlim, entre o governo civil e os militares, Guilherme II revogou o decreto de Trotha de 2 de outubro a 8 de dezembro, mas os massacres já haviam começado. Quando a ordem foi revogada, no final de 1904, os poucos sobreviventes tinham sido levados a campos de concentração e oferecidos, como trabalhadores escravizados, a empresas alemãs, onde muitos morriam de desnutrição, doenças e exaustão.
Somente em 1908 restabeleceu-se a plena autoridade  alemã sobre o território. No auge da campanha, cerca de 19.000 soldados alemães estiveram envolvidos.  Antes das revoltas, estimava-se em 80.000 o número de Hererós. O censo de 1911 registra 15.000. Na mesma época, diamantes foram descobertos no território, o que contribuiu muito para aumentar a sua prosperidade da região. No entanto, essa prosperidade teve curta duração. A colônia alemã foi tomada e ocupada pela União Sul-Africana em 1915, em uma das campanhas coloniais da I Guerra Mundial. Com base no Tratado de Versalhes, a União Sul-Africana recebeu da Liga das Nações o Mandato sobre África do Sudoeste, em 1919.

## Campos de concentração
Os sobreviventes, a maioria mulheres e crianças, acabaram por ser postos em campos de concentração, como o em Shark Island, semelhantes aos usados na África do Sul pelos ingleses durante a Segunda Guerra dos Bôeres. As autoridades alemãs deram um número a cada Hereró e meticulosamente registraram cada morte, seja nos campos ou de trabalho forçado, incluindo mesmo o nome de cada pessoa morta nos seus relatórios. Empresas alemãs conseguiram alugar hererós, a fim de utilizar os seus recursos humanos, e as mortes dos trabalhadores foram autorizadas, e até mesmo notificadas às autoridades alemãs. Trabalho forçado, doenças, e a desnutrição haviam matado um número estimado de 50 a 80% da população Hereró inteira por volta de 1908, quando os campos foram fechados.
Um relatório oficial sobre os campos, em 1908, descreveu a taxa de mortalidade de 45,2% de todos os prisioneiros mantidos em cinco campos. Os prisioneiros foram cercados, quer por cercas de arame farpado e as pessoas eram geralmente amontoadas em pequenas áreas. O acampamento de Windhoek tinha cerca de 5.000 prisioneiros de guerra em 1906. As rações foram mínimas, consistindo de um subsídio diário de um punhado de arroz cru, um pouco de sal e água. o arroz era um género alimentício estranho aos Hererós e Namaqua e sua raridade na dieta pode ter contribuído para a elevada taxa de mortalidade.
Doenças nos campos eram crescentes e mal controladas. A falta de atendimento médico, alojamentos insalubres, falta de vestuário, assim como uma alta concentração de pessoas em uma pequena área contribuíram para a propagação de doenças como febre tifóide, que em seguida se espalhou rapidamente. Espancamentos e abusos também fizeram parte da vida nos campos e os sjamboks eram frequentemente usados para bater os prisioneiros que eram forçados a trabalhar; em 28 de setembro de 1905 um artigo no jornal Sul-Africano Cape Argus detalhou alguns abusos, junto com o título: "Na África do sudoeste alemã: novas alegações surpreendentes: horrível crueldade ". Em uma entrevista com Percival Griffith, um contabilista de profissão, que devido aos tempos difíceis, arrumou um emprego no transporte em  Lüderitz, relatou suas experiências.
"Há centenas deles, a maioria mulheres e crianças e alguns idosos … quando caem estão sendo batidos pelos soldados no comando da quadrilha, com toda a força, até que se levantem … Em uma ocasião eu vi uma mulher carregando uma criança de menos de um ano de idade pendurada em suas costas, e com um pesado saco de grãos na cabeça dela … ela caiu. "O cabo bateu nela com o sjambok por mais de quatro minutos e bateu no bebê também .. .  a mulher lutou lentamente até seus pés, e continuou com sua carga. Ela não pronunciou um som o tempo todo, mas o bebê chorava muito difícil. "
Durante a guerra, um número de pessoas do Cabo (na moderna África do Sul), prenderam por dinheiro, procuraram emprego como motoristas de transporte de tropas alemãs na Namíbia. Após o seu regresso ao Cabo algumas dessas pessoas contaram suas histórias, incluindo as da prisão e do genocídio do povo Herero e Namaqua. Fred Cornell, um aspirante a prospector de diamantes britânico, estava em Lüderitz quando o campo de Shark Island estava sendo utilizado. Cornell escreveu sobre o acampamento:
"frio -  as noites são frequentemente muito frias lá - fome, sede, exposição, a doença e a loucura reivindicam dezenas de vítimas todos os dias, e vários de seus corpos eram todos os dias carregados até a praia atrás do campo, enterrados em alguns centímetros de areia na maré baixa, e quando a maré atinge os corpos,eles viram comida para os tubarões "
O campo de concentração de Shark Island, na cidade costeira de Lüderitz, foi o pior dos cinco campos da Namíbia. Lüderitz reside no sul da Namíbia, ladeado pelo deserto e oceano. No porto fica Shark Island, que então era ligada ao continente apenas por um pequeno istmo. A ilha é agora, como era então, estéril e caracteriza-se por rocha sólida esculpida em formações surreais pelos rígidos ventos do oceano. O acampamento foi colocado no extremo da ilha relativamente pequena, onde os presos teriam sofrido exposição completa para os fortes ventos que varrem Lüderitz na a maior parte do ano. Os presos primeiro a chegar foram, de acordo com um missionário chamado Kuhlman, 487 Hererós condenados a trabalhar na estrada de ferro entre Lüderitz e Kubub. Em outubro de 1905 Kuhlman relatou as condições desumanas e a elevada taxa de mortalidade entre os Hererós na ilha. Ao longo de 1906 a ilha tinha um fluxo constante de prisioneiros, com 1.790 presos Namaquas chegando em 9 de setembro sozinhos. No relatório anual de Lüderitz em 1906, um funcionário não identificado afirmou que "o Anjo da Morte" tinha vindo para Shark Island. O Comandante alemão Von Estorff escreveu em um relatório que cerca de 1 700 prisioneiros tinham morrido em Abril de 1907, 1 203 deles Namaquas.(uma taxa de mais de 9 pessoas por dia). Em dezembro de 1906, quatro meses após sua chegada, morreram 291 Namaquas (uma taxa de mais de nove pessoas por dia). relatórios de missionários colocaram a taxa de mortalidade entre os 12 e 18 um dia, como muitos como 80% dos presos enviados para o campo de concentração de Shark Island nunca saíram da ilha.
O historiador holandês Jan-Bart Gewald da Universidade de Colónia tem escrito que os alemães montaram acampamentos especiais para suas tropas e que muitas crianças nasceram de pais alemães e mães Hererós. Depois que a maioria dos homens hererós foram mortos, as mulheres sobreviventes foram forçadas a servir como prostitutas para os alemães. Trotha se opôs ao contato entre nativos e colonos, acreditando que a insurreição era "o início de uma luta racial" e temendo que os colonos seriam infectadas por doenças de origem nativa.

## Reconhecimento, negação e compensação
De acordo com o relatório Whitaker das Nações Unidas, de 1985, cerca de 65.000 Hererós (80 por cento da população Herero total) e 10.000 Namaquas (50% da população total Nama) foram mortos entre 1904 e 1907. Outras estimativas dão um total de 100.000 mortos. No entanto, o autor alemão Walter Nuhn estima que em 1904 apenas 40.000 Hererós viviam na África do Sudoeste Alemã, e, portanto, apenas 24.000 poderiam ter sido mortos. Publicações recentes consideram o total de pessoas mortas entre 24,000-40,000 ser a estimativa mais confiável.
O governo alemão nunca realizou um censo antes de 1904. Somente em 1905 foi realizada uma contagem que revelou que 25.000 Hererós permaneceram na África do Sudoeste Alemã.
Muitos historiadores modernos acreditam que os Hererós foram o primeiro grupo étnico a ser submetido ao genocídio no século XX.  Larissa Förster, uma especialista na Namíbia, no Museu de Etnologia, em Colónia, explica:
"Foi claramente um comando para eliminar as pessoas pertencentes a um grupo étnico específico e só porque eles eram parte deste grupo étnico."
Ele também tem sido associada a eventos que aconteceram mais tarde na Alemanha nazista. Alguns pesquisadores têm argumentado que o genocídio Hereró foi um precedente na Alemanha Imperial, que depois foi seguido pela criação dos campos de concentração na Alemanha Nazista, como o de Auschwitz.
Em 1998, o presidente alemão Roman Herzog visitou a Namíbia e se encontrou com os líderes Hererós. O Chefe Munjuku Nguvauva exigiu um pedido público de desculpas e uma indenização. Herzog lamentou mas não chegou a um pedido de desculpas. Ele também apontou que as reparações estavam fora de questão.
Em 16 de agosto de 2004, no 100º aniversário do início do genocídio, Heidemarie Wieczorek-Zeul, ministra do desenvolvimento da Alemanha, se desculpou oficialmente pela primeira vez e manifestou pesar sobre o genocídio cometido pelos alemães, declarando:
"Nós, alemães, aceitamos a nossa responsabilidade moral e histórica e a culpa pelos atos realizados pelos alemães na época."
Além disso, ela admitiu que os massacres foram equivalentes a um genocídio, sem mencionar explicitamente aos campos de concentração e a escravidão que também existiam, sendo que ambos foram bem documentados pelos próprios alemães. Além disso, ela excluiu o pagamento de uma compensação especial, declarando que o governo alemão já pagou um montante anual de € 11,5 milhões como ajuda ao desenvolvimento para a Namíbia.
O hererós entraram com um processo nos Estados Unidos, em 2001, exigindo indenizações do governo alemão e do Deutsche Bank, que financiou o governo alemão e as empresas no sudoeste da África.
Os descendentes de Lothar von Trotha e da família von Trotha viajaram para Omaruru em outubro de 2007, a convite dos chefes real Herero e se desculparam publicamente por seus atos. Wolf-Thilo von Trotha disse:
"Nós, da família von Trotha, estamos profundamente envergonhados dos terríveis acontecimentos que tiveram lugar há 100 anos. Os direitos humanos foram grosseiramente abusados nesse tempo. "
O ex-embaixador da Namíbia para a Alemanha, Peter Katjavivi exigiu, em agosto de 2008, que os crânios de prisioneiros hererós e namaquas das revoltas de 1904 a 1908, que foram levados para a Alemanha para a investigação científica para "provar" a superioridade dos brancos europeus sobre os africanos, fossem devolvidos à Namíbia.
Katjavivi estava reagindo a um documentário da televisão alemã, que informou que seus investigadores haviam encontrado mais de 40 desses crânios em duas universidades alemãs, entre elas, provavelmente, o crânio de um chefe Namaqua falecido em Shark Island, perto de Lüderitz.